# Buhloone Mindstate
Buhloone Mindstate es el tercer álbum de estudio del grupo de rap De La Soul, lanzado el 21 de septiembre de 1993 por Tommy Boy Records.

"Buhloone" es una variación fonética de la palabra globo en inglés, que se escribe "Balloon". Se le considera un álbum conceptual por desafíar las etiquetas del status quo hacia la música del grupo, el mismo tema de introducción haciendo referencia a este tema mientras va transcurriendo el tema con un sonido de una bomba inflándose de fondo: 
it might blow up, but it won't go pop (Crecerá, pero no será pop, o explotará) 
Aunque aparece rápidamente la última vez que se dice la línea anteriormente mencionada.

## Producción
En esta etapa, el grupo sentía que podía "aprovecharse" de estar en su mejor momento en la escena popular para controlar la dirección de Música afroamericana contemporánea de la época, haciendo énfasis en exactamente el tema "Patti Dooke". El grupo seguía con su experimentación en el Jazz rap, teniendo invitados del género padre como Maceo Parker. La leyenda teniendo un solo en el interludio "I Be Blowing". Demás invitados, en sí inesperados como el rapero japonés Scha Dara Parr en el interludio "Long Island Wilding", otros caras de la época como Biz Markie en la canción "Stoned Age", o Guru, miembro del ya en esa época respetado dúo de rap Gang Starr en "Patti Dooke".
La canción más conocida del álbum terminaría siendo "Breakadawn", con samples de Michael Jackson en la canción "I Can't Help It" y "Quiet Storm" de Smokey Robinson.

## Recepción crítica
El álbum fue el octavo mejor álbum del año de la sección Pazz & Jop en el periódico The Village Voice, álbum que terminaría subiendo al quinto puesto según opinión del supervisor de la sección, Robert Christgau. Terminó recibiendo 4.5 estrellas en la Rolling Stone Music Guide, y la recepción e opinión del comediante Chris Rock como uno de los mejores 10 álbumes de hip-hop de todos los tiempos en una lista publicada por la misma Rolling Stone.

## Posiciones en listas
- Puesto #120 en las listas australianas (ARIA)
- Puesto #40 en listas de Nueva Zelanda
- Puesto #40 en el Billboard 200
- Puesto #9 en los Top R&B/Hip-Hop Albums de Billboard